# جويل كوهن
جويل كوهن (بالإنجليزية: Joel Cohen)‏ هو كاتب سيناريو أمريكي، ولد في 23 أغسطس 1963 في الولايات المتحدة.

## وصلات خارجية
- جويل كوهن على موقع أرشيف الشارخ.
- جويل كوهن على موقع IMDb (الإنجليزية)
- جويل كوهن على موقع ألو سيني (الفرنسية)
- جويل كوهن على موقع أول موفي (الإنجليزية)
- جويل كوهن على موقع قاعدة بيانات الأفلام السويدية (السويدية)
- جويل كوهن على موقع قاعدة بيانات الفيلم (الإنجليزية)
- جويل كوهن على موقع كينوبويسك (الروسية)